# Insenatura di Palmer
L'insenatura di Palmer è un'insenatura ricoperta di ghiaccio, lunga circa 13 km, in direzione est-ovest, e larga circa 6 km, situata sulla costa di Black, nella parte orientale della Terra di Palmer, in Antartide. L'insenatura si estende in particolare da capo Bryant, ossia la punta meridionale della penisola Kvinge, a capo Musselman, posto sulla penisola Foster, subito a nord dell'insenatura di Lamplugh.
All'interno dell'insenatura, le cui acque sono ricoperte dalla piattaforma glaciale Larsen D, e le cui coste sono costituite da ripide scogliere, si getta il ghiacciaio Kauffman.

## Storia
L'insenatura di Palmer è stata scoperta da alcuni membri del Programma Antartico degli Stati Uniti d'America di stanza alla base Est durante una ricognizione aerea svolta nel dicembre 1940 ed è stata poi battezzata in onore di Robert Palmer, allora assistente del servizio meteorologico proprio presso la Base Est.